# Самарийпентажелезо
Самарийпентажелезо — бинарное неорганическое соединение
железа и самария
с формулой Fe5Sm,
кристаллы.

## Получение
- Сплавление стехиометрических количеств чистых веществ:

{\displaystyle {\mathsf {5Fe+Sm\ {\xrightarrow {T}}\ Fe_{5}Sm}}}

## Физические свойства
Самарийпентажелезо образует кристаллы
гексагональной сингонии, пространственная группа P 6/mmm, параметры ячейки a = 0,496 нм, c = 0,415 нм, Z = 1,
структура типа кальцийпентамеди Cu5Ca
.